# Thomisus nirmali
Thomisus nirmali är en spindelart som beskrevs av Saha och Dinendra Raychaudhuri 2007. Thomisus nirmali ingår i släktet Thomisus och familjen krabbspindlar. Inga underarter finns listade i Catalogue of Life.